# Ugello polverizzatore

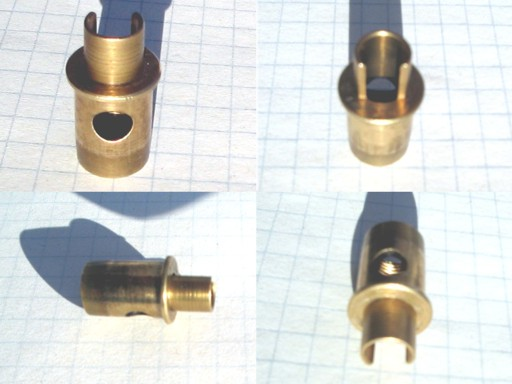
Ugello polverizzatore per emulsionatori a due tempi

L'Ugello polverizzatore o ugello erogatore è un elemento presente sui carburatori motociclistici, che accoglie l'emulsionatore/polverizzatore, quest'elemento è costruito in ottone.

## Funzione e funzionamento

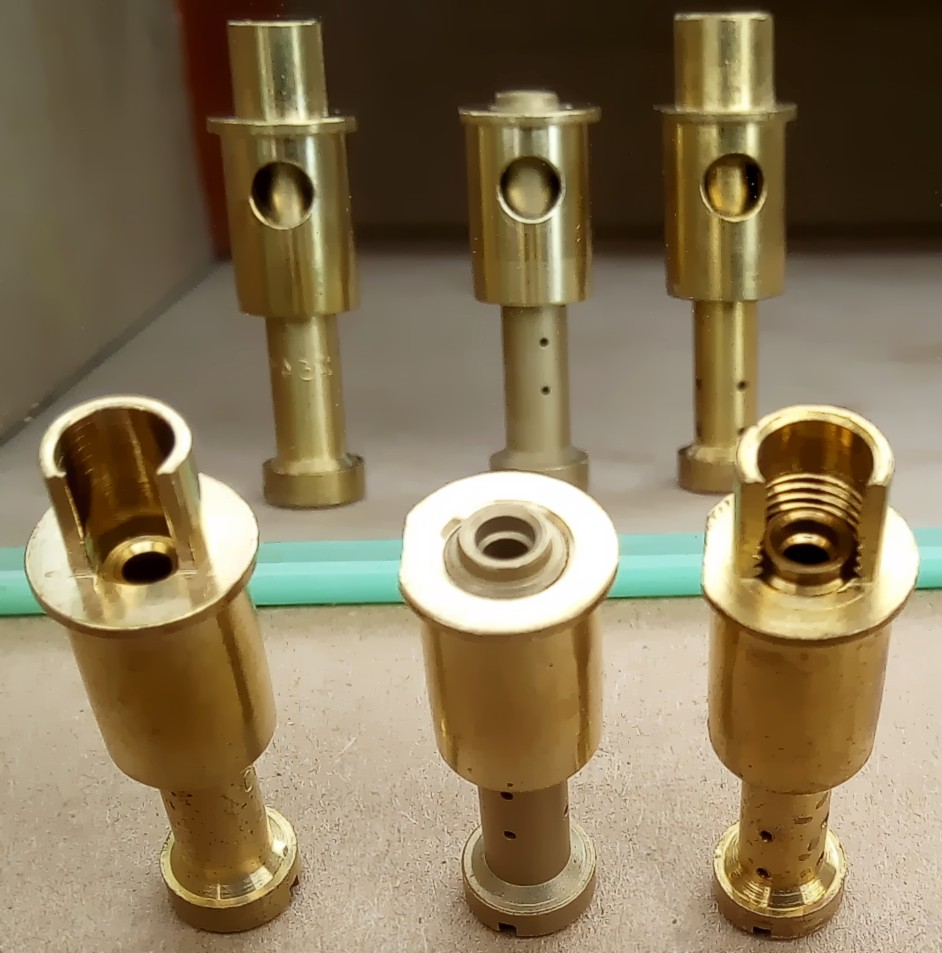
Ugelli erogatori differenti messi a confronto, da sinistra a destra, tipo 2 tempi, tipo 4 tempi e tipo 4 tempi ibrido, inoltre è possibile vedere come rimangono i relativi polverizzatori da assemblati

L'ugello polverizzatore ha come funzione:
- Accogliere l'emulsionatore, dandogli una posizione salda
- Prelevare l'aria da utilizzare per la polverizzazione, tramite un foro posto dietro all'ugello polverizzatore, che è in comunicazione con un condotto che preleva l'aria prima del restringimento del venturi o da fuori il carburatore

Inoltre a seconda del tipo di emulsionatore ha altre funzioni che si svolgono in modo diverso:

### Ugello soffiante (tipo due tempi)

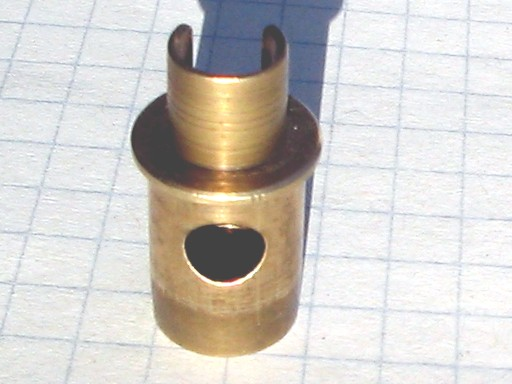
Ugello polverizzatore visto posteriormente

In questo l'ugello polverizzatore è prominente nel condotti di venturi ed è provvisto di una fenestratura diretta verso il motore, ha come funzione:
- Regolare la depressione sull'emulsionatore, maggiore sarà la sua prominenza maggiore sarà la depressione sull'emulsionatore, aumentando l'apporto di benzina
- Polverizzare la benzina, l'ugello polverizzatore riceve aria dal circuito aria del massimo, la quale viene immessa tra la faccia interna della prominenza dell'ugello polverizzatore e la prominenza del condotto dell'emulsionatore del massimo, favorendo la polverizzazione.

### Ugello neutro (tipo quattro tempi)
Questo ugello polverizzatore è molto semplice, dato che non ha alcuna prominenza nel condotto del venturi, ha come funzione:
- Polverizzare la benzina, l'ugello polverizzatore riceve aria dal circuito aria del massimo, la quale viene immessa tra il condotto del carburatore che ospita l'emulsionatore e l'emulsionatore stesso, il quale è munito di fori per l'aerazione della benzina e permettono la sua polverizzazione molto fine.

### Ugello soffiante ibrido
Questo ugello polverizzatore è una via di mezzo rispetto ai due precedenti, dato che ha la struttura dell'ugello soffiante (tipo due tempi), ma ha la filettatura dell'ugello neutro (tipo quattro tempi) per i relativi polverizzatori, ha come funzione:
- Regolare la depressione sull'emulsionatore, maggiore sarà la sua prominenza maggiore sarà la depressione sull'emulsionatore, aumentando l'apporto di benzina
- Polverizzare la benzina, l'ugello polverizzatore riceve aria dal circuito aria del massimo, la quale viene immessa tra il condotto del carburatore che ospita l'emulsionatore e l'emulsionatore stesso, il quale è munito di fori per l'aerazione della benzina e permettono la sua polverizzazione molto fine.

## Effetti sulla carburazione
Quest'elemento ha effetto sulla carburazione solo nel caso di emulsionatori due tempi, con una sola variabile:
- Lunghezza dell'ugello polverizzatore, maggiore è l'altezza dell'ugello e maggiore è la depressione che viene generata a valle e quindi sull'emulsionatore, portando ad avere una carburazione più ricca, mentre meno sarà prominente, minore sarà la depressione a valle, portando a un impoverimento della carburazione.

## Sostituzione

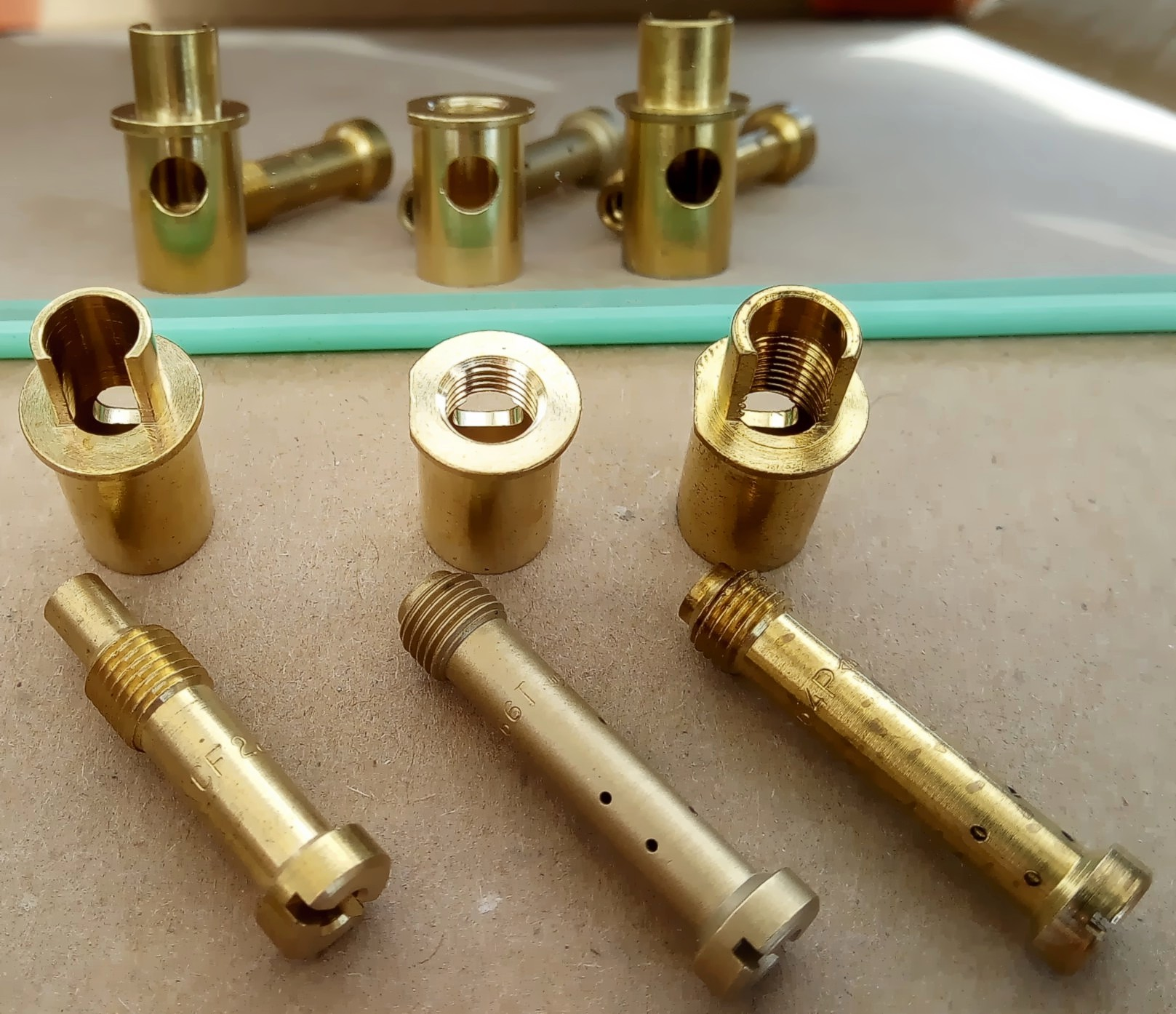
Ugelli erogatori differenti messi a confronto, da sinistra a destra, tipo 2 tempi, tipo 4 tempi e tipo 4 tempi ibrido, inoltre è possibile vedere i relativi polverizzatori

Per poter sostituire l'ugello polverizzatore, oltre a dover rimuovere la valvola gas si deve conoscere il tipo di sede su cui alloggia, difatti alcuni ugelli vengono inseriti dalla vaschetta galleggiante e altri (tipico della Dell'Orto) sono montati da dentro il condotto venturi.
Gli ugelli montati da dentro il venturi per essere rimossi devono essere spinti dalla loro base, quindi dalla vaschetta al venturi, utilizzando un tubo di diametro appropriato o un'asta filettata da avvitare all'ugello, mentre per essere montati si può solo usare un tubo che deve avere un diametro interno in cui la sporgenza dell'ugello possa entrare e avere un minimo di gioco, in modo che il tubo possa fare forza sul corpo dell'ugello il quale in questo caso è generalmente provvisto di una base di lavoro ampia, senza rovinare l'ugello stesso.
Gli ugelli montati dalla vaschetta per essere rimossi devono essere estratti per spinta dal venturi alla vaschetta tramite un tubo di misura appropriata in modo da fare forza sul corpo dell'ugello o tramite una barra in caso non sia possibile usare un tubo in quanto non quanto le misure non lo consentano e quindi fare forza sulla sporgenza dell'ugello, mentre per poterlo reinserire si usa una barra o un tubo.
Oppure se l'ugello costituisce un elemento integrato del sistema removibile di supporto dei getti, generalmente è sufficiente svitare due viti.
Durante il rimontaggio dell'ugello dato che nella maggior parte dei casi non sono provvisti di guide è necessario posizionarli con molta cura, per non trovarsi con un ugello mal funzionante.